# Deerstalker
En deerstalker er en type hovedbeklædning med skygge både for og bag, samt flapper, der kan slås ned og holde ørene varme. Den bæres typisk i landlige områder, ofte i forbindelse med jagt, særligt jagt på hjortevildt, hvor man sniger sig ind på dyret, såkaldt deer stalking på engelsk, hvorfra den har fået sit navn. Hatten er særligt forbundet med den fiktive detektiv Sherlock Holmes, og den er herigennem blevet en stereotyp type hovedbeklædning for detektiver, særligt i tegneserier, samt i farce-agtige film og skuespil.
Den fremstilles normalt i tweedstof, gerne i hundetandstern.